# Ayllusuchus
Ayllusuchus is een geslacht van uitgestorven sebecide Mesoeucrocodylia. Fossielen zijn gevonden in de Lumbrera-formatie van Argentinië (Eoceen, Casamayoran).
De typesoort Ayllusuchus fernandezi werd in 1984 benoemd door Zulma Brandoni de Gasparini. De geslachtsnaam verwijst naar de samenlevingsvorm van de Ayllu. De soortaanduiding eert Jorge Fernández als ontdekker.
Het holotype is MLP 72-IV-4-2. Het bestaat uit een snuit en wat delen van de achterkant van de schedel, die oorspronkelijk zo'n veertig centimeter lang was. De snuit is lang, smal en laag.